# Nesticus idriacus
Nesticus idriacus là một loài nhện trong họ Nesticidae.
Loài này thuộc chi Nesticus. Nesticus idriacus được Carl Friedrich Roewer miêu tả năm 1931.